# Barco Rabelo

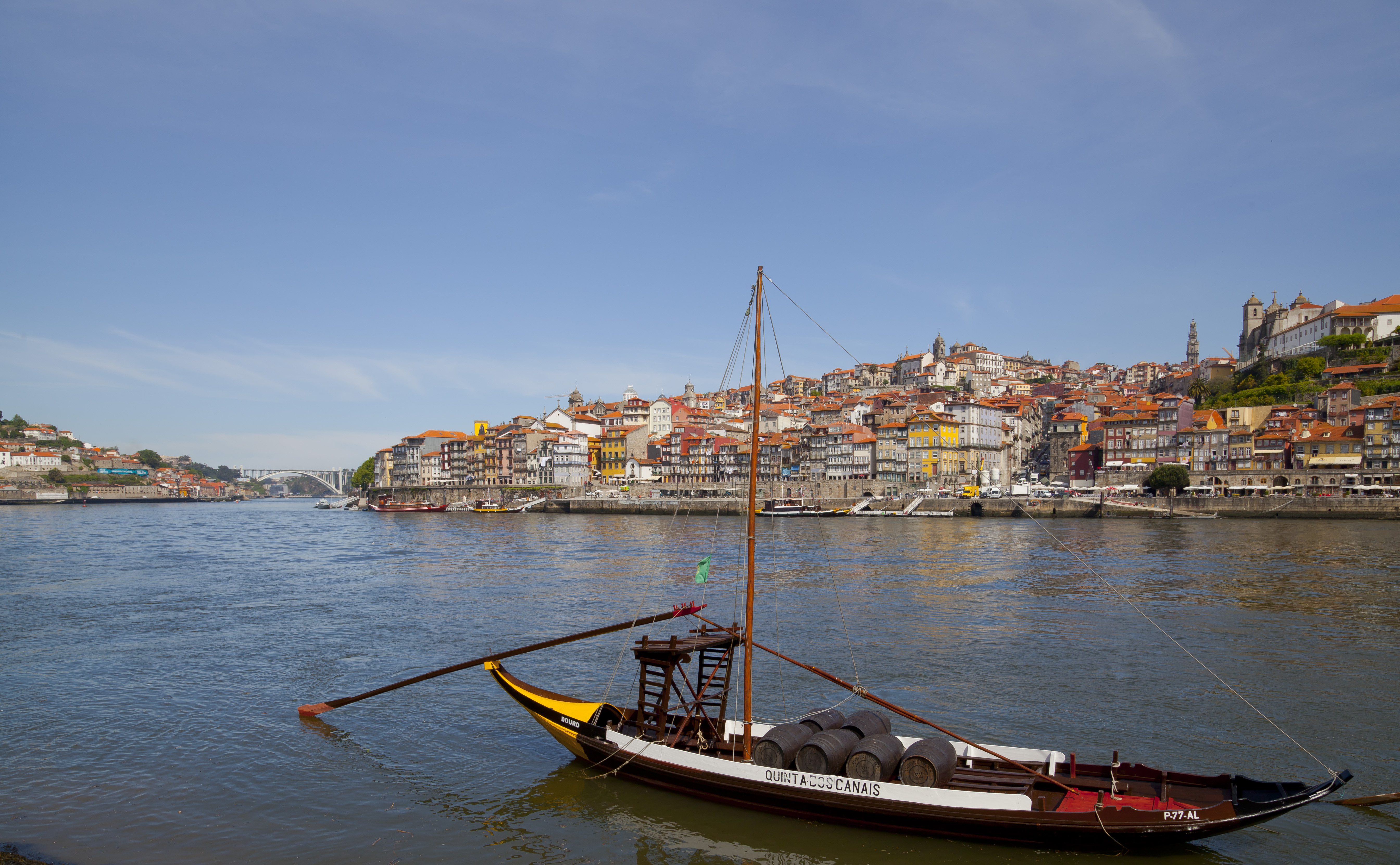
Barco Rabelo com a Ribeira do Porto no fundo

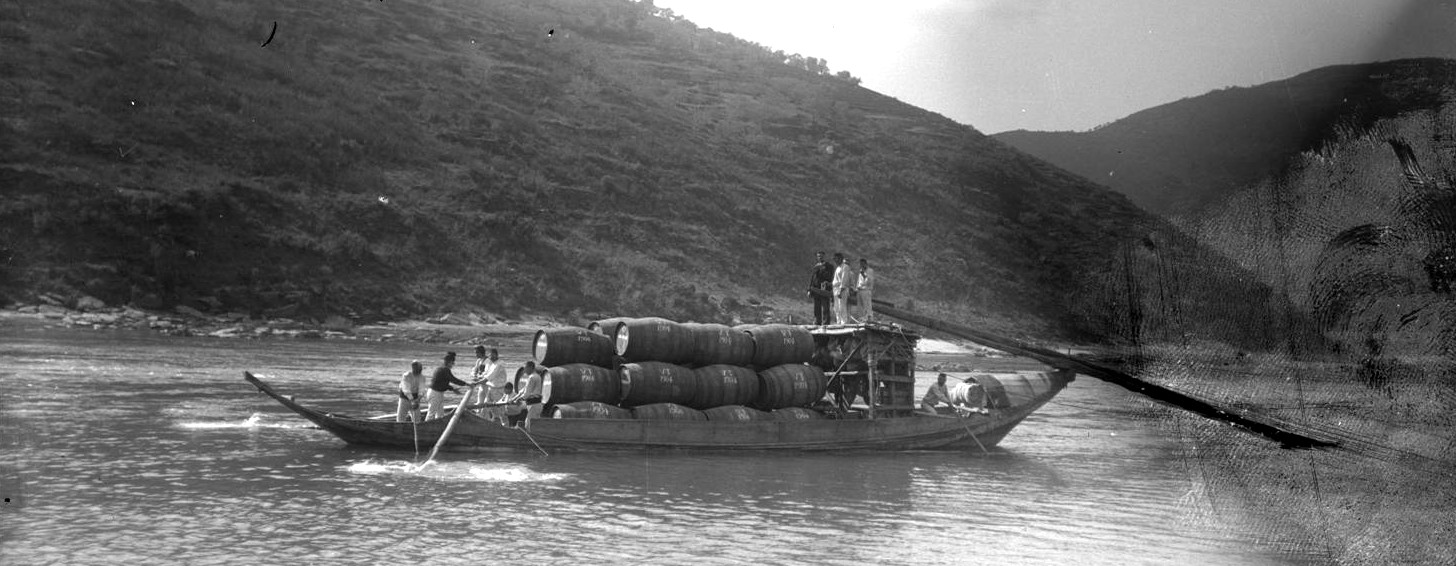
barco rabelo com pipas de vinho a navegar no rio Douro, 1900s

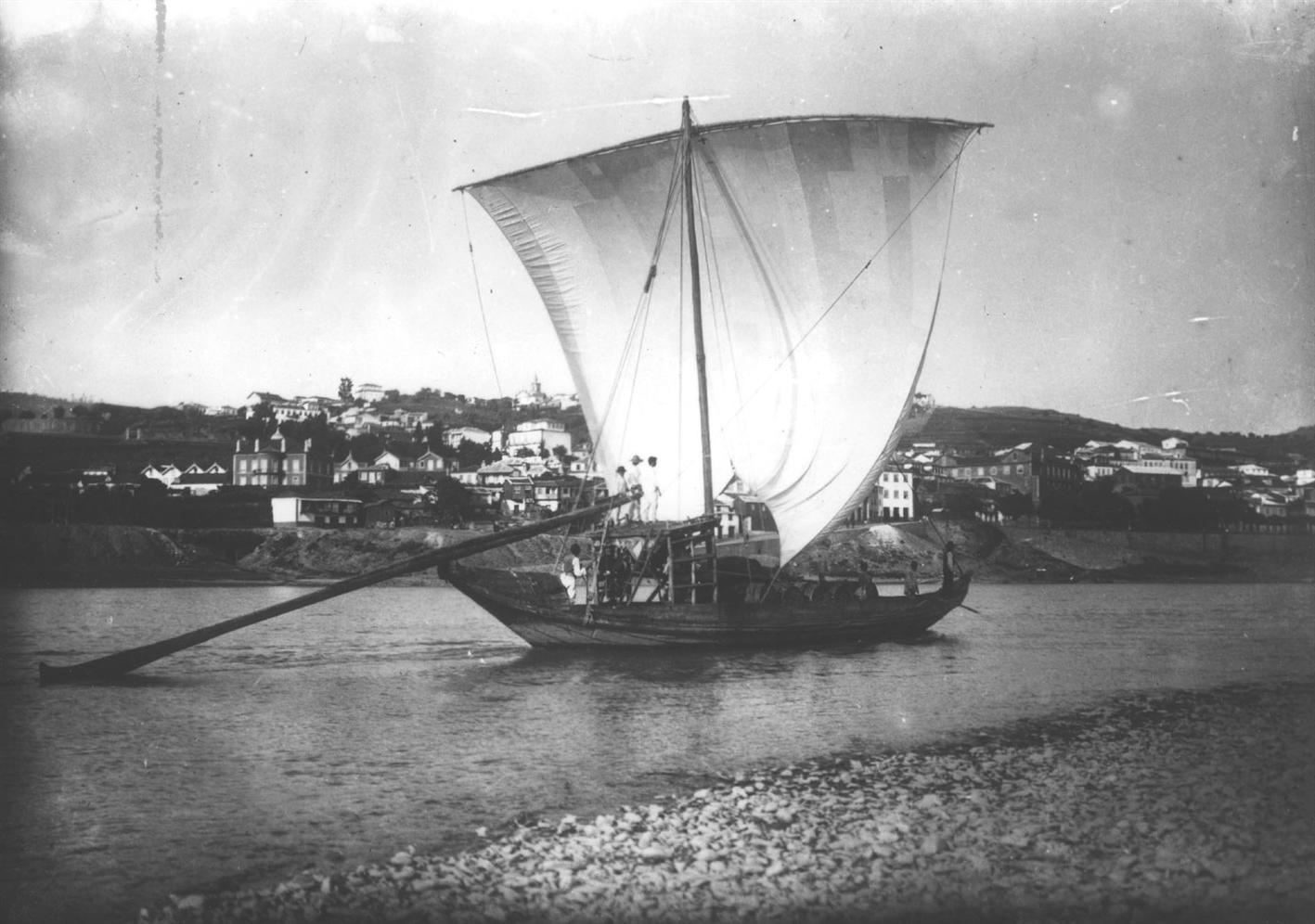
Barco rabelo navegando à vela, 1911

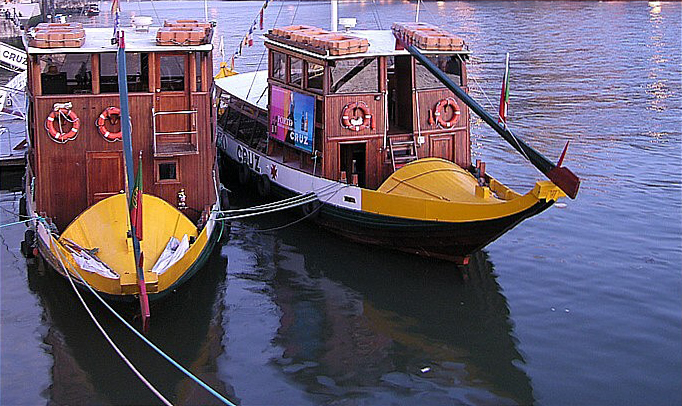
Modernos rabelos para passeios turísticos

O barco rabelo é uma embarcação portuguesa, típica do Rio Douro que tradicionalmente transportava as pipas de Vinho do Porto do Alto Douro, onde as vinhas se localizam, até Vila Nova de Gaia — Porto, onde o vinho era armazenado e, posteriormente, comercializado e enviado para outros países.
Sendo um barco de rio de montanha, o rabelo não tem quilha e é de fundo chato, cujo tamanho varia entre 19 e 23 m de comprimento e 4,5 m de boca. A sua construção em tábuas sobrepostas, tábua trincada, é nórdica, em comparação com a do Mediterrâneo.
Com uma vela quadrada, o rabelo era manejado normalmente por seis ou sete homens. Quanto aos mastros, os primeiros só usavam um, enquanto que os demais usavam também um mastro à proa. Para governo, utiliza um remo longo à popa – a espadela. Quando necessário, os barcos eram puxados a partir de caminhos de sirga por homens ou por juntas de bois.

## História
O barco rabelo passou a ter a sua identidade bem definida, a partir de 1792, quando a Companhia Geral da Agricultura das Vinhas do Alto Douro, publicou os alvarás e mais documentos que se relacionavam com a notável instituição pombalina. Nessa publicação, conhecida vulgarmente por "Leis da Companhia", encontram-se preciosas informações referentes tanto ao barco como aos seus tripulantes, como ainda ao tráfego a que se destinavam.
No passado, grandes barris do vinho do porto viajavam nos rabelos pelo rio Douro. Foi à margem deste rio, a cerca de seis quilômetros do litoral, que o Porto cresceu. No final da Idade Média ele já era um importante entreposto comercial, no qual se negociavam peixe, sal e vinho. Atualmente, a cidade é a segunda maior cidade de Portugal e compõe, com a vizinha Vila Nova de Gaia, um importante centro comercial e industrial.
Com a conclusão, em 1887, da linha de caminho-de-ferro do Douro e o desenvolvimento das comunicações rodoviárias durante o século XX, o tráfego fluvial assegurado pelos barcos rabelos entrou em declínio. Em 1961, no início do programa de aproveitamento hidroeléctrico do Douro nacional, apenas restavam seis barcos rabelos em atividade permanente.
Atualmente, com uma atividade diferente, os rabelos são utilizados na famosa regata do São João aquando das festas populares da cidade do Porto, passeios no rio Douro e outras iniciativas para recordar os seus tempos de glória.
Os barcos rabelos podem ainda hoje ser encontrados no Porto. Contudo são, ao contrário de outros tempos, usados para o transporte de turistas com carácter lúdico e recreativo ou para atravessar o rio desde o Porto até Vila Nova de Gaia, local onde os turistas podem visitar algumas caves de vinho do Porto.